# Championnat de Colombie de football 1963
Navigation
Saison précédente Saison suivante
La saison 1963 du Championnat de Colombie de football est la seizième édition du championnat de première division professionnelle en Colombie. Les treize meilleures équipes du pays sont regroupées au sein d'une poule unique, où elles s'affrontent quatre fois, deux fois à domicile et deux fois à l'extérieur. À l'issue de la compétition, il n'y a ni promotion, ni relégation.
C'est le CD Los Millonarios, double tenant du titre, qui remporte à nouveau la compétition, après avoir terminé en tête du classement final, avec deux points d'avance sur l'Independiente Santa Fe et trois sur le Deportivo Cali. C'est le huitième titre de champion de l'histoire du club.
Après deux ans d'absence, l'Unión Magdalena participe à nouveau au championnat, qui se déroule donc avec treize équipes.

## Les clubs participants
| - Independiente Santa Fe - CD Los Millonarios - Deportes Tolima - Atlético Bucaramanga - Once Caldas - Independiente Medellin - Unión Magdalena | - Atlético Nacional - Deportivo Pereira - América de Cali - Cucuta Deportivo - Deportes Quindio - Deportivo Cali |

## Compétition
Le barème utilisé pour établir le classement est le suivant :
- Victoire : 2 points
- Match nul : 1 point
- Défaite : 0 point

### Classement
| Rang | Équipe                 | Pts | J  | G  | N  | P  | Bp  | Bc  | Diff |
| ---- | ---------------------- | --- | -- | -- | -- | -- | --- | --- | ---- |
| 1    | CD Los MillonariosT    | 63  | 48 | 27 | 9  | 12 | 102 | 61  | +41  |
| 2    | Independiente Santa Fe | 61  | 48 | 24 | 13 | 11 | 112 | 81  | +31  |
| 3    | Deportivo Cali         | 60  | 48 | 23 | 14 | 11 | 77  | 59  | +18  |
| 4    | Cúcuta Deportivo       | 55  | 48 | 21 | 13 | 14 | 95  | 68  | +27  |
| 5    | Once Caldas            | 54  | 48 | 21 | 12 | 15 | 95  | 96  | -1   |
| 6    | Deportivo Pereira      | 48  | 48 | 19 | 12 | 17 | 96  | 77  | +19  |
| 7    | Independiente Medellín | 50  | 48 | 18 | 14 | 16 | 73  | 66  | +7   |
| 8    | América de Cali        | 48  | 48 | 14 | 20 | 14 | 73  | 68  | +5   |
| 9    | Deportes Quindío       | 46  | 48 | 16 | 14 | 18 | 63  | 75  | -12  |
| 10   | Atlético Bucaramanga   | 41  | 48 | 14 | 13 | 21 | 68  | 80  | -12  |
| 11   | Atlético Nacional      | 40  | 48 | 15 | 10 | 23 | 79  | 101 | -22  |
| 12   | Unión Magdalena        | 28  | 48 | 10 | 8  | 30 | 68  | 121 | -53  |
| 13   | Deportes Tolima        | 28  | 48 | 8  | 12 | 28 | 61  | 109 | -48  |

|  | Qualification pour la Copa Libertadores 1964 |
|  | T: Tenant du titre                           |

## Bilan de la saison
| Championnat de Colombie de football 1963 |                               |
| Champion                                 | CD Los Millonarios (8e titre) |
| Qualifications continentales             |                               |
| Copa Libertadores 1964                   | CD Los Millonarios            |
| Promotions et relégations                |                               |
| Promus en Primera A                      | Aucun                         |
| Relégués en Primera B                    | Aucun                         |